# Guardia Perticara
Guardia Perticara è un comune italiano di 513 abitanti della provincia di Potenza in Basilicata.

## Geografia fisica
Sorge a 750 m s.l.m. in Val d'Agri nella parte centro-orientale della provincia al confine con la parte centro-occidentale della provincia di Matera. Confina con i comuni di: Corleto Perticara e Gorgoglione (MT) (11 km), Gallicchio (12 km), Armento (16 km) e Missanello (18 km).

## Storia
Il borgo ha origini antichissime, testimonianze archeologiche rilevano la presenza di un abitato già dalla prima età del ferro nel IX-VIII secolo a.C. In località San Vito sono stati rinvenuti corredi tombali risalenti al V secolo a.C. e queste scoperte si sono rilevate fondamentali per la miglior conoscenza degli Enotri, gli antichi abitanti di questa regione.
Rilevamenti di grotte basiliane fanno pensare ad una forte influenza greco-ortodossa attorno al X secolo. Guardia Perticara ospita due asceti, Luca di Armento, fondatore del cenobio di Carbone, e Vitale da Castronuovo. Successivamente con l'arrivo dei Saraceni nelle terre di Lucania, il borgo viene distrutto, rimanendo a lungo disabitato.
Nel 1237, durante il regno di Federico II di Svevia, Guardia Perticara (all'epoca chiamata castrum Perticari) risulta nella diocesi di Tricarico. Nel 1270 con la caduta degli Svevi e l'affermazione degli Angioini, il feudo viene assegnato a Giovanni Britando e per la prima volta compare in un documento angioino il nome di Guardia Perticara. Nel XV secolo il feudo passa nelle mani dei De Marra, signori di Stigliano. Nel XVI secolo, con la conquista spagnola, sono i Carafa a diventarne proprietari.
Nel 1652 viene fondato il convento di Sant'Antonio ad opera dei francescani. Cinque anni dopo, nel 1657 un'epidemia di peste riduce drasticamente la popolazione, mietendo oltre 500 vittime. Dopo i Carafa, nel XVIII secolo Guardia Perticara entra a far parte del dipartimento di Maratea come feudo del marchese d'Altavilla, in seguito e fino al 1806 andò nelle mani degli Spinelli. Nel 1857, un violento terremoto causa 85 vittime e danneggia gravemente la struttura urbanistica. Nel 1980, dopo il terremoto dell'Irpinia, il borgo trova la forza di progettare il recupero dell'antica dimensione architettonica e artistica, che restituisce al centro storico la sua antica forma medievale.

### Simboli
Lo stemma, il gonfalone e la bandiera sono stati concessi con decreto del presidente della Repubblica del 9 gennaio 2004.
Sullo sfondo azzurro dello stemma comunale è raffigurato una torre d'argento, fondata su un monte verde a tre cime e sormontata da una stella dorata. La torre rappresenta una delle sette guardiole poste a difesa del territorio comunale. Il gonfalone è un drappo di bianco con la bordatura di azzurro.

## Società

### Evoluzione demografica
Abitanti censiti

## Cultura
Guardia Perticara fa parte del circuito dei borghi più belli d'Italia e nel 2011 ha ottenuto la Bandiera arancione del Touring Club Italiano.

## Amministrazione
| Periodo | Periodo   | Primo cittadino    | Partito      | Carica  | Note  |
| ------- | --------- | ------------------ | ------------ | ------- | ----- |
| 2004    | 2009      | Massimo Caporeale  | Lista civica | Sindaco | [ 9 ] |
| 2009    | 2014      | Massimo Caporeale  | Lista civica | Sindaco | [ 9 ] |
| 2014    | 2019      | Angelo Mastronardi | Lista civica | Sindaco | [ 9 ] |
| 2019    | 2024      | Pasquale Montano   | Lista civica | Sindaco | [ 9 ] |
| 2024    | in carica | Pasquale Montano   | Lista civica | Sindaco | [ 9 ] |

## Sport
Ha sede in paese la società di calcio a 5 Guardia Perticara , militante in serie B dal 2018-2019 , dopo aver vinto il campionato di C1 e la coppa di categoria.